# Geld sofort
Geld sofort ist ein deutscher Film von Johann Alexander Hübler-Kahla mit Heinz Erhardt in der Hauptrolle, der als längerer Kurzfilm eingeordnet werden kann. Er beruht auf dem Roman Eine kleine Geschichte aus einer großen Stadt von Gabriel D’Hervilliez, wurde vermutlich 1961 produziert, geriet anschließend aber in Vergessenheit, bevor er wiederentdeckt und 2015 im NDR Fernsehen erstmals ausgestrahlt wurde.

## Handlung
Der Vertreter Zatke hat kurz vor seiner Hochzeit ein Fernsehgerät angeschafft, dessen Abzahlung er jedoch nicht fristgerecht erledigen kann. Um an die noch ausstehenden 800 D-Mark zu gelangen, besucht er das Büro einer Betrügerbande, deren Direktor unter dem Namen Ehrlich auftritt. Dieser täuscht eine hohe Bedeutung seines Unternehmens vor, indem er beim Eintreten Zatkes ein Telefongespräch mit hochrangigen Geschäftspartnern vortäuscht und Zatke keinen Betrag unter 3000 Mark leihen möchte. Unter dem Vorwand diverser Pauschalen für Anlegen einer Kartei, Einholung von Informationen u. ä. werden Zatke zunächst 140 Mark abgeknöpft; dabei stellen ihm die Mitarbeiter des Büros in Aussicht, das Geld am Folgetag zu erhalten – unter der Bedingung, dass er dann mit einem Bürgen vorstellig wird. Als Bürgen wählt er seinen Schwager in spe aus, der als Mitarbeiter der Kriminalpolizei diese Gelegenheit nutzt, um die Betrügerbande auf frischer Tat zu ertappen. Dazu betreten am nächsten Tag, während Zatke und der Schwager im Büro des Direktors sind, zwei weitere Polizeibeamte in Zivil das Büro, um heimlich in die Akten und den Lagerraum mit der Aufschrift „Kasse“ zu sehen. In Anwesenheit des Polizeibeamten zieht Direktor Ehrlich Zatke noch weiteres Geld aus der Tasche. Als Zatke schließlich kurz vor der Auszahlung des Geldes vorgetäuscht wird, der Kassierer habe das gelagerte Geld verspielt und sei im Begriff sich umzubringen, eröffnet der Schwager seine Identität als Ermittler. An das immer noch fehlende Geld kommt Zatke dann durch seinen Schwager, dem von der Kriminalpolizei ein Sonderlob für die erbrachte Leistung ausgesprochen wird.

## Hintergrund
Die Existenz des Films blieb lange Zeit unbekannt und seine Entstehungsgeschichte ist es weiterhin. Erst in den 2010er-Jahren wurden in einer privaten Wiener Sammlung mit Material des Regisseurs Hübler-Kahla zwei Filmrollen entdeckt. Aufgrund der Ausstattung und des Szenenbildes sowie der Biographien von Darstellern und Stab wurde davon ausgegangen, dass der Film in einer Zeit zwischen 1958 und 1962 produziert wurde. Dazu passt, dass Erhardts 1960 gegründete Produktionsgesellschaft „Heinz Erhardt Productions“ mit dem NDR später „eine Reihe von kurzen, jeweils etwas mehr als eine halbe Stunde dauernden Filmen (drehte), beispielsweise ‚Abenteuer in Norfolk‘, ‚Willi Winzig‘, ‚Der Kurpfuscher‘ und ‚Eine gewisse Marietta‘. In diesen novellenartig auf einen point culminant zulaufenden Kurzgeschichten tritt Erhardt mal als Buchhändler, Finanzbeamter oder Wunderheiler auf.“ Die im Film gezeigten Außenaufnahmen zeigen diverse Kraftfahrzeuge, unter anderem einen Ford P3 („Badewanne“). Dieses Auto wurde ab 1960 produziert, somit können Fertigstellung bzw. Schnitt des Filmes nicht vor 1960 erfolgt sein. Durch zahlreiche Zuschriften der Zuschauer an den NDR nach der Erstausstrahlung Anfang 2015 konnte das Frühjahr 1961 als Produktionszeit bestimmt werden. Das Sendeband wurde durch einen entsprechenden Hinweis nach dem Abspann ergänzt.

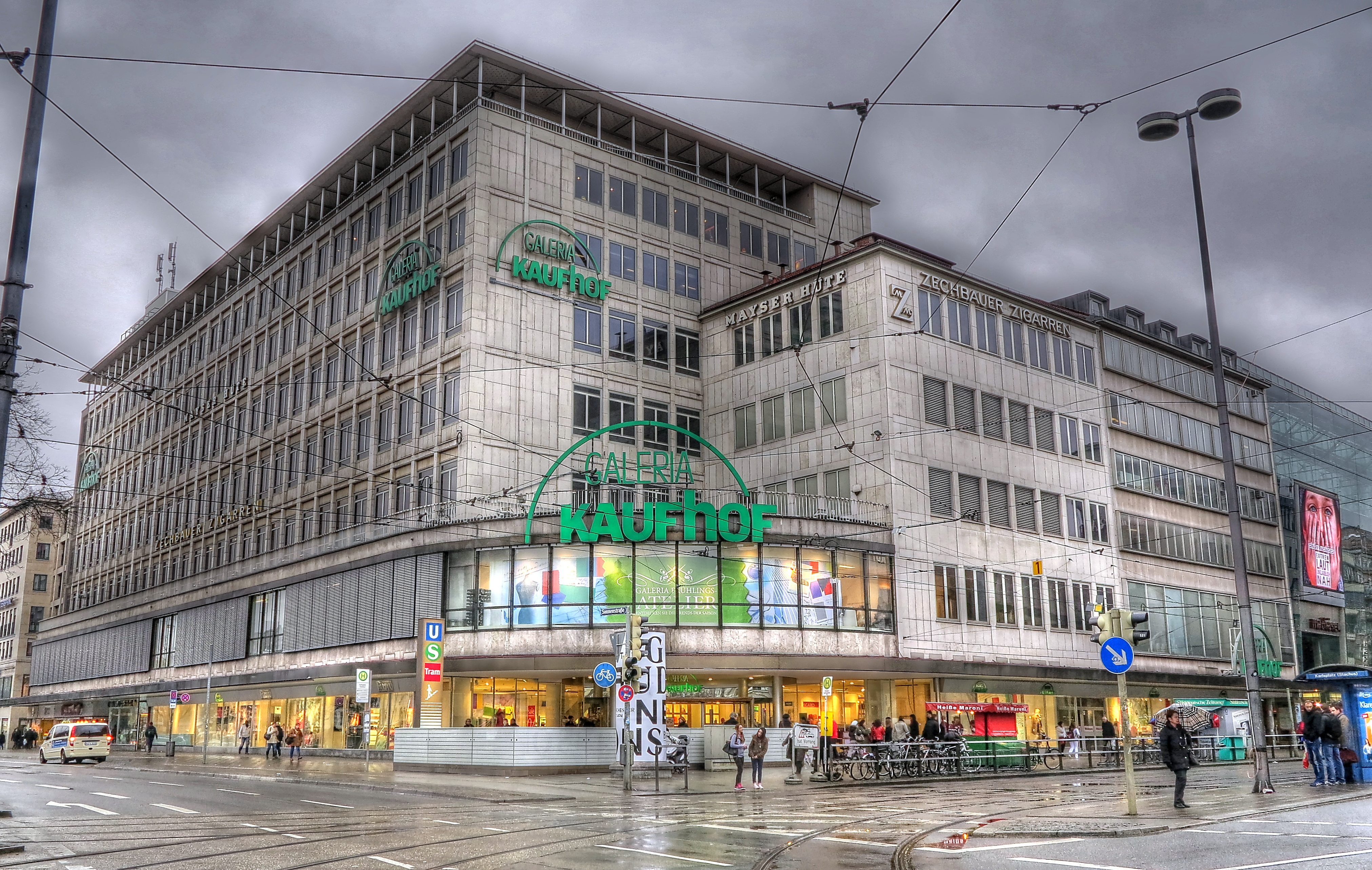
Westseite des Karlsplatzes, München, Schließung März 2022

Bei seiner Erstausstrahlung am 6. Januar 2015 im NDR Fernsehen, Erhardts früherem Sender, erreichte der Film mit einem Marktanteil von 6,1 Prozent 1,72 Millionen Zuschauer. Der Sender bettete den Kurzfilm in die Fernsehdokumentation Heinz Erhardt ist Kult! aus dem Jahr 2013 sowie eine eigens produzierte kurze Dokumentation zu den Umständen der Entdeckung. In dieser äußern sich Erhardt-Fan Hubertus Meyer-Burckhardt, Heinz Erhardts Enkeltochter Nicola Tyszkiewicz sowie der österreichische Sammler Helmut Werner, der das Werk aus der aufgelösten Wiener Filmsammlung erwarb. Tyszkiewicz fand im umfangreichen privaten Nachlass Erhardts keinerlei Hinweis auf die Produktion. Ebenso wenig konnte Werner bei verschiedenen Sendern Indizien für das Werk recherchieren. Meyer-Burckhardt hält es wegen der Außenaufnahmen am Sendlinger Tor für möglich, dass die Produktion bei Bavaria Film stattfand. Anders als von Meyer-Burckhardt geäußert, zeigen die Außenaufnahmen vom nächtlichen München jedoch die westliche Seite des Münchner Stachus mit dem Pini-Haus und der dortigen Kaufhof-Filiale.
In der einstündigen Dokumentation „Große Premiere mit kleiner Verspätung“ der Fiction Factory Filmproduktion berichten Erhardt-Enkelin Nicola Tyszkiewicz und Erhardt-Experte Helmut Werner von der Entdeckung des Films. Dirk Berger liefert als Biograf und Schmidtmer-Experte außerdem Informationen zu der Schauspielerin Christiane Schmidtmer, die in „Geld sofort“ ihr Filmdebüt absolvierte und ein paar Jahre später Karriere in Hollywood machte.

### Filmdaten
- Die Filmpremiere: Heinz Erhardt – Geld sofort. Norddeutscher Rundfunk, 6. Januar 2015, archiviert vom Original am 26. Dezember 2014; abgerufen am 7. Januar 2015.